# Perfekt information
Perfekt information er et begreb der bliver brugt indenfor økonomi og spilteori. Det betyder at alle aktører har fuldstændig information om spillets regler, og hvor de hele tiden får opdateret oplysningerne om hvad de andre aktører har gjort. Eksempler på spil med perfekt information er skak, go og ultimatumspillet. Eksempler på spil, hvor man har fuldstændig information, men ikke perfekt information er sten, saks, papir og fangernes dilemma, fordi man i disse spil vælger hvad man gør samtidigt.